# Ukhtadzor
Ukhtadzor (in armeno Ուխտաձոր?, in azero Edilli) è una comunità rurale del distretto di Xocavənd in Azerbaigian, facente parte fino al 2020 della regione di Hadrowt' nella repubblica dell'Artsakh (fino al 2017 denominata repubblica del Nagorno Karabakh).
Secondo il censimento del 2015 contava 309 abitanti.

## Storia
Durante il periodo sovietico, il villaggio faceva parte del distretto di Hadrut dell'Oblast' autonoma del Nagorno Karabakh. Dopo la Prima guerra del Nagorno Karabakh, il villaggio fu amministrato come parte della regione di Hadrut della Repubblica separatista di Artsakh. Il villaggio passò sotto il controllo dell'Azerbaigian durante la Seconda guerra del Nagorno Karabakh. Il 4 ottobre 2022, fonti azere riferirono la scoperta di tre siti di tombe, che essi sostengono di appartenere a militari azeri della prima guerra del Nagorno Karabakh. Poiché la maggior parte dei soldati sepolti avrebbe avuto le gambe legate, l'avvocato azero per i diritti umani Ziya Guliyev l'ha definito "un esempio di crimine di guerra".

## Monumenti e luoghi d'interesse
Tra i siti del patrimonio storico presenti nel villaggio e nei dintorni vi sono la chiesa di Surb Astvatsatsin (in armeno Սուրբ Աստվածածին, "Santa Madre di Dio"), costruita nel 1692, e un cimitero risalente al periodo compreso tra il XVII e il XIX secolo.